# Tom Wedberg
Tom Birger Wedberg (* 26. November 1953 in Stockholm) ist ein schwedischer Schachspieler und -journalist.

## Leben
Tom Wedberg stammt aus einer bekannten schwedischen Familie. Sein Vater Anders Wedberg (1913–1978) war Professor für Theoretische Philosophie. Sein Großvater Birger Wedberg (1870–1945) war Justitieråd am Obersten Gerichtshof Schwedens und Ehrenmitglied der Schwedischen Akademie, sein Urgroßvater Johan Otto Wedberg (1826–1912) war ebenfalls Justitieråd sowie Ehrenmitglied der Kungliga Vitterhets Historie och Antikvitets Akademien, einer Stockholmer Wissenschaftsakademie. Justitieråd bezeichnet ein Richteramt am Obersten Gerichtshof Schwedens.

## Erfolge
1978 erhielt Tom Wedberg den Titel Internationaler Meister. 1981 (geteilt) und 1982 konnte er den Politiken Cup in Kopenhagen gewinnen. 1989/90 gewann er den Rilton Cup vor Alexei Schirow in Stockholm. Seit 1995 trägt er den Titel Großmeister. Den Schachgideon, eine nach Gideon Ståhlberg benannte Auszeichnung des Schwedischen Schachbundes, erhielt er in den Jahren 1995 und 2001. Im Jahr 2000 wurde er in Örebro schwedischer Einzelmeister.
Als Schachautor schrieb er unter anderem Artikel für die Zeitschrift New In Chess.

### Nationalmannschaft
Mit der schwedischen Nationalmannschaft nahm er sechsmal an der Schacholympiade (1978, 1980, 1982, 1988, 1990 und 1992) und dreimal an der Mannschaftseuropameisterschaft (1980, 1989 und 2001) teil.

### Vereine
In Schweden spielt Wedberg für den Stockholmer Verein Wasa SK, mit dem er lange der schwedischen 1. Liga (Elitserien) angehörte, zuletzt in der Saison 2009/10. Mit dem Wasa SK gewann er die schwedische Mannschaftsmeisterschaft in den Saisons 1973/74, 1986/87, 1987/88, 1988/89, 1989/90 und 1990/91 und nahm 1988, 1990 und 1992 am European Club Cup teil. In Deutschland spielt er seit 2012 für den SK Johanneum Eppendorf, unter anderem in der Saison 2013/14 in der 2. Bundesliga.